# Andrásháza (Románia)
Andrásháza (románul Rădaia) település Romániában, Kolozs megyében, a Nádasmente tájegység területén.

## Története
A falu határában a Brachydiastematherium transsylvanicum ősemlős csontvázát tárták fel a felső eocén korú nádasvölgyi formáció vörös agyagrétegében.
Első említése 1348-ból Anduriásháza alakban maradt fenn. Korábban a Mikola család birtokában volt. 1310-ben a Mikola-fiak, illetve Mérai Miklós és Féltő fia András megállapodtak, hogy a birtokon levő malom Andrásé lesz, és az ő engedélye kell a halastón való halászathoz. Ez az András lett később a falu névadója.
1466-ban Zent Andrásháza néven szerepelt az oklevelekben, annak jeleként, hogy Szent András tiszteletére szentelt temploma volt.
A 20. század közepéig Mérához tartozott. 1956-ban 122 lakosa volt. 1966-ban 139-en, 1977-ben 156-an, 1992-ben 125-en lakták, döntő többségben románok.